# Palazzo della Ragione (Mantova)
Il Palazzo della Ragione è un edificio storico di Mantova, sito in Piazza delle Erbe.

## Storia e descrizione
Venne edificato intorno al 1250 sui resti di un edificio posto a fianco della Rotonda di San Lorenzo, che la famiglia Canossa aveva adibito ad ospizio dei pellegrini in visita a Mantova alle reliquie del Preziosissimo Sangue di Cristo. Venne successivamente adibito a palazzo del Comune e quindi a mercato.
Durante la signoria dei Gonzaga fu congiunto al palazzo del Podestà e adibito nel Quattrocento a palazzo di Giustizia ed archivio notarile. Del periodo sono il porticato esterno verso piazza Erbe e la Torre dell'Orologio.
Venne restaurato alla fine del Seicento e agli inizi del Settecento, su progetto dell'architetto Doricilio Moscatelli detto "Battaglia", subì un radicale rifacimento con la chiusura delle finestre originali e l'apertura di nuove.
Nel 1942, su progetto dell'architetto mantovano Aldo Andreani, venne ripristinata la facciata originale e sistemato lo spazio interno, dotato di una sala unica, alle cui pareti sono visibili tracce di affreschi di Profeti, firmato Grisopolo da Parma (XIII secolo), e Assalto alla rocca.
Il palazzo ha subito danni dal terremoto dell'Emilia del 29 maggio 2012 ed è attualmente utilizzato per mostre ed eventi.